# Ruch na rzecz Wielkiego Izraela
Ruch na rzecz Wielkiego Izraela lub Ruch na rzecz Całego Izraela (hebr. התנועה למען ארץ ישראל השלמה, Ha-Tnu’a le-ma’an Erec Jisra’el ha-szlema) – izraelski ruch społeczny powstały w 1967 roku po wojnie sześciodniowej. Jego celem było lobbowanie na rzecz ideologii Wielkiego Izraela i zasiedlenia zdobytych w wojnie terenów Zachodniego Brzegu, Strefy Gazy, Synaju oraz Wzgórz Golan. Ruch skupiał przedstawicieli różnych profesji oraz stronnictw politycznych. Jego aktywność wygasła pod koniec lat 70. XX wieku.

## Tło
Podczas wojny sześciodniowej Izrael przejął zbrojnie następujące terytoria: od Egiptu – Strefę Gazy i Synaj, od Jordanii – Zachodni Brzeg, a od Syrii - Wzgórza Golan. Uchwalona przez Radę Bezpieczeństwa ONZ rezolucja nr 242 wezwała Izrael do wycofania się z obszarów zajętych podczas konfliktu, aby umożliwić zawarcie trwałego i sprawiedliwego pokoju w regionie. Społeczność międzynarodowa jednocześnie uznała za niedopuszczalne, aby zdobywać nowe terytorium przy pomocy konfliktu zbrojnego. Państwo Izrael oraz państwa arabskie podpisały tę rezolucję, ponieważ jej tłumaczenia na różne języki stwarzały możliwość odmiennego interpretowanie zapisów.
Zdobycze terytorialne doprowadziły do podzielenia się izraelskiej sceny politycznej na dwa obozy. Reprezentanci tzw. gołębi optowali za opcją pokoju za ziemię, czyli Izrael zwróciłby poszczególnym państwom arabskim okupowane obszary w zamian za traktaty pokojowe. Natomiast drugi obóz, tzw. jastrzębi, opowiadał się za zatrzymaniem zdobytych ziem. We wrześniu 1967 roku w Chartumie miała miejsce konferencja, na której, w imię panarabskiej solidarności, przywódcy państw arabskich przyjęli rezolucję chartumską, w myśl której zobowiązali się do nieuznawania Izraela jako państwa, niepodpisywania z nim porozumień pokojowych oraz nieprowadzenia z Izraelem żadnych negocjacji (tzw. polityka trzech nie). Rezolucja ta sprawiała, że obóz jastrzębi, przedstawiający Arabów jako wrogich Izraelowi, umocnił się w Izraelu, a sam rząd stawał się mniej skłonny do jakichkolwiek ustępstw i negocjacji.

## Historia
W lipcu 1967 roku powołano do życia Ruch na rzecz Wielkiego Izraela. Jego celem było lobbowanie na rzecz zatrzymania wszystkich zdobytych przez Izrael w trakcie wojny ziem i zasiedlenie ich. Za założycieli ruchu uważa się Moszego Szamira (pisarza i polityka), Natana Altermana (poetę) i Cwiego Szilo’acha (dziennikarza i polityka). W działalność ruchu zaangażowali się przedstawiciele różnych opcji politycznych, od prawicy po lewicę, świeccy oraz religijni, np.: Rachel Jana’it Ben-Cewi, Jicchak Tabenkin, rabin Cwi Jehuda Kuk, Chajjim Hazaz, Chajjim Guri czy Zerubawel Gilad. Wszystkich działaczy skupiał pogląd, iż zwycięstwo Izraela w wojnie sześciodniowej stanowiło historyczny moment, który scalił naród żydowski z Ziemią Izraela. Dyskurs Ruchu na rzecz Wielkiego Izraela był silnie nacjonalistyczny. Szczególną rolę odgrywali poeci i pisarze, którzy nadawali przekazowi profetyczny i duchowy charakter.
W przekazie ruchu zdobyte terytoria uważano za gwarancję pokoju na Bliskim Wschodzie i w związku z tym Państwo Izrael nie powinno się ich zrzekać. Co więcej, uważano, że obszary te powinno się zasiedlić osadnikami, aby odciążyć armię i wesprzeć oddolny, społeczny aktywizm, a także stworzyć możliwości rozwoju ekonomicznego państwa. Ruch marginalizował także kwestię palestyńską w rozważaniach dotyczących przyszłości Gazy i Zachodniego Brzegu. Arabowie zamieszkujący zdobyte obszary mieli natomiast poprzysiąc wierność Izraelowi i w ten sposób otrzymaliby pełnię praw i przywilejów, a także możliwość rozwoju własnego samorządu lokalnego. Działacze ruchu sprzeciwili się planowi Allona, który zakładał podział Zachodniego Brzegu pomiędzy Izrael i Jordanię. Zgodnie z propozycją Jigala Allona Izrael miał zatrzymać obszary wokół Jerozolimy oraz pasy lądu wzdłuż Jordanu. Reszta Zachodniego Brzegu miała zostać włączona do Haszymidzkiego Królestwa Jordanii.
22 września 1967 roku ruch opublikował Manifest na rzecz Wielkiego Izraela. Głosił on, że zwycięstwo Armii Obrony Izraela w wojnie sprawiły, że państwo i naród wkroczyły w nowy okres historii, w którym cała Ziemi Izraela znalazła się w rękach żydowskich. W dokumencie zapisano, że ani rząd, ani naród nie ma prawa zrzec się zdobytych terenów, ponieważ nowe granice są granicami „bezpieczeństwa i pokoju”. Wezwano natomiast do podjęcia starań na rzecz rozwoju osadnictwa żydowskiego na zajętych terenach. Wśród sygnatariuszy manifestu znaleźli się m.in. Alterman, Tabenkin, Jisra’el Eldad, Uri-Cewi Grinberg, Re’uwen Hecht, Ze’ew Wilnaj, gen. Dan Tolkowski, gen. Awraham Joffe, Szmuel Josef Agnon, Isser Harel, Icchak „Antek” Cukierman, Cywia „Celina” Lubetkin. Łącznie odezwę podpisało 56 osób ze świata nauki, literatury, polityki i armii. W celu popularyzacji swoich idei ruch publikował reklamy w prasie codziennej, organizował seminaria i konferencje, zbierał fundusze, a także publikował własne czasopismo.
Pod manifestem podpisało się 19 osób wywodzących się z Mapai, Achdut ha-Awoda, Rafi, Zjednoczonego Kibucu, opowiadających się za terytorialnym maksymalizmem. Pomimo że ruch był pluralistyczny, to na ton jego przekazu i formę działalności największy wpływ mieli działacze powiązani z lewicą i ruchami kibucowymi. Świadczyło o tym, iż środowisko to zaczęło skłaniać się ku poglądom izraelskiej prawicy. Na początku działalności Ruchu na rzecz Wielkiego Izraela przyłączyli się do niego religijni syjoniści (m.in. Chanan Porat), którzy rozpoczynali swoją aktywność osadniczą na Zachodnim Brzegu. Według Goldsteina i Shilo wojna sześciodniowa rozpoczęła proces przemiany izraelskiej sceny politycznej, co znalazło odzwierciedlenie w tym, iż część lewicowych aktywistów z Ruchu na rzecz Wielkiego Izraela poparło w 1973 roku utworzenie Likudu. Świadectwem rozdźwięku wśród izraelskich elit był fakt, iż osobom, które krytykowały ekspansjonizm i terytorialny maksymalizm, jak np. Amos Oz, w ogóle nie zaproponowano podpisania się pod manifestem. Reprezentanci Ruchu na rzecz Całego Izraela byli ludźmi, którzy doświadczyli nie tylko konfliktu izraelsko-arabskiego po 1948 roku, ale walczyli lub byli świadkami wojny domowej w Palestynie (1947–1948) oraz powstania arabskiego (1936–1939). Z kolei ludzie pokolenia Oza byli zbyt młodzi, aby pamiętać lub walczyć w wojnie o niepodległość Izraela, a pierwsze starcia zobaczyli podczas kryzysu sueskiego lub 1967 roku. Co więcej, członkowie ruchu (np. Eliezer Liwne, Ezra Zohar czy Mosze Szamir) w latach 70. popierali mesjanistyczny przekaz i działalność osadniczą narodowo-religijnego ruchu Blok Wiernych (Gusz Emunim). Byli też aktywiści, jak np. Hazaz, którzy nawoływali do wysiedlenia ludności arabskiej z zajętych przez Izrael terenów.
Ruch wystartował jako partia polityczna w wyborach w 1969 roku, jednak nie jego reprezentanci nie dostali się do Knesetu ze względu na zbyt słaby wynik wyborczy. Partia otrzymała 7591 głosów (0,6%).
Pod koniec lat 70. XX wieku Ruch na rzecz Całego Izraela wraz z Blokiem Wiernych zaangażował się w działania przeciwko wycofaniu się Izraela z Synaju. W 1979 roku działacze ruchu wsparli utworzenie nacjonalistycznej, proosadniczej partii Banaj (później znanej jako Techijja), która przeciwna była izraelsko-egipskiemu procesowi pokojowemu. Od tego czasu aktywność ruchu zaczęła zanikać, a w 1980 roku w Cwi Szilo’ach przyznał, że dalsze jego istnienie nie było uzasadnione.
Znaczenie tego ruchu wynika z faktu, iż była to pierwsza inicjatywa izraelskich elit, która zaakceptowała izraelski ekspansjonizm i publicznie nawoływała do zasiedlenia zdobytych ziem, a nie ich oddania.